# Clóvis
Pour les articles homonymes, voir Clovis (homonymie).
Clóvis Bento da Cruz, plus communément appelé Clóvis (né le 25 juin 1970 à Barra do Garças) est un footballeur brésilien, qui évoluait au poste d’attaquant.

## Biographie
Né à Barra do Garças, Clóvis est un joueur formé à l’América (SP), où il devient professionnel en évoluant avec le club dans la deuxième division (en) du Championnat de São Paulo. Après avoir rejoint le Guarani, il inscrit 13 buts lors du Brasileirão 1993, terminant à une unité du meilleur buteur, Guga,.
En 1994, il rejoint le SL Benfica et fait ses débuts le 20 août 1994 lors d'une victoire à domicile contre le SC Beira-Mar, marquant le deuxième but du match. Trois jours plus tard, il dispute la première manche de la Supercoupe du Portugal en 1994. Mais il est rapidement mis à l’écart par l'entraîneur Artur Jorge, qui estime qu’il a besoin de temps pour s’adapter au football portugais, ce qui pousse Clóvis à demander un prêt. Il rejoint brièvement le Vitória de Setúbal lors de la seconde moitié de la saison 1994-1995.
Clóvis retourne au Brésil en 1995 pour jouer au Vasco da Gama, où il retrouve son ancien coéquipier Paulão et côtoie Valdir, futur attaquant du Benfica. Il termine meilleur buteur du club lors du championnat carioca en 1995 et troisième au classement général. Le 6 octobre 1995, il est prêté au Corinthians.
Après une année réussie à Vasco, Clóvis entame une carrière itinérante, passant par 15 clubs en dix ans, avant de prendre sa retraite en 2005, à l'âge de 35 ans, en raison de problèmes cardiaques.